# Оскоруш
Оскоруш (итал. Oscorus) је насељено место у Републици Хрватској у Истарској жупанији. Административно је у саставу Града Буја.

## Становништво
Према задњем попису становништва из 2001. године у насељу Оскоруш живело је 60 становника који су живели у 25 породичних домаћинстава.
Кретање броја становника по пописима 1857—2001.
| година пописа  | 1857. | 1869. | 1880. | 1890. | 1900. | 1910. | 1921. | 1931. | 1948. | 1953. | 1961. | 1971. | 1981. | 1991. | 2001. |
| бр. становника | 176   | 186   | 181   | 188   | 211   | 241   | 0     | 262   | 259   | 188   | 163   | 101   | 79    | 53    | 60    |

Напомена:Од 1869. do 1910. исказивано под именом Оскорош, а од 1921. до 1991. под именом Скорушица. У 1921. подаци су садржани у насељу Меришће.